# La Selle-en-Luitré
La Selle-en-Luitré is een dorp en gemeente in Frankrijk, in Bretagne.

## Geografie
De onderstaande kaart toont de ligging van La Selle-en-Luitré met de belangrijkste infrastructuur en aangrenzende gemeenten.

## Demografie
Onderstaande figuur toont het verloop van het inwonertal, bron: INSEE-tellingen). 

1. ↑  Populations de référence 2022.